# Eben Moglen
Eben Moglen (né le 13 juillet 1959) est professeur de droit et d'histoire du droit à l'université Columbia. En 2011, il est avocat conseil de la Free Software Foundation et président du Software Freedom Law Center.

## Biographie
Moglen a fait partie du groupe d'avocats qui a défendu Philip Zimmermann quand celui-ci fut l'objet d'une enquête du gouvernement des États-Unis sur l'exportation du système de cryptographie symétrique le PGP - Pretty Good Privacy.
En 2003, il reçut le prix de pionnier de la Electronic Frontier Foundation et fonda le Software Freedom Law Center.
Il a été conseil juridique sur la troisième version de la licence publique générale GNU, la licence publique générale limitée GNU, et la licence de documentation libre GNU avec Richard Stallman.
En tant que juriste, Moglen a été chargé par la Free Software Foundation (FSF) de mettre en pratique et de faire respecter  la licence publique générale GNU. Il a ensuite été impliqué de près dans la rédaction de la GPLv3. En avril 2007, il a annoncé qu'il souhaitait se retirer du conseil d'administration de la FSF après la publication de la GPLv3 afin de se consacrer à l'enseignement, l'écriture et au Software Freedom Law Center qu'il préside.
Il explique que le système Commons[Lequel ?] redonne la propriété des logs à leurs contributeurs qui se réapproprient leur liberté par rapport aux logiciels espions de géolocalisation comme Facebook, Google ou Twitter ;[pas clair] et il ajoute qu'il y a de l'argent à faire avec ce système que l'on pourrait qualifier de place de marché pour les inventeurs. Le 30 septembre 2010, Eben Moglen a conclu la première journée du Forum mondial du libre.
Le 2 février 2010, Eben propose la création du FreedomBox, serveur Internet à faible coût dont le but est de protéger les informations transmises via Internet.

## Publications
- Eben Moglen, « The dotCommunist Manifesto », janvier 2003, lire en ligne